# Hôtel de Rohan (París)
El hôtel de Rohan es un hôtel particulier parisino situado en la rue Vieille du Temple en el tercer arrondissement (barrio de Le Marais). Construido en 1705-1708 por el arquitecto Pierre-Alexis Delamair para la familia de Rohan, alberga hoy, junto con el adyacente hôtel de Soubise, parte de los Archivos nacionales de Francia.
Este monumento fue objeto de una clasificación en el título de los monumentos históricos desde el 27 de noviembre de 1924.

## Historia

### El hôtel de Rohan propiedad de cuatro cardenales

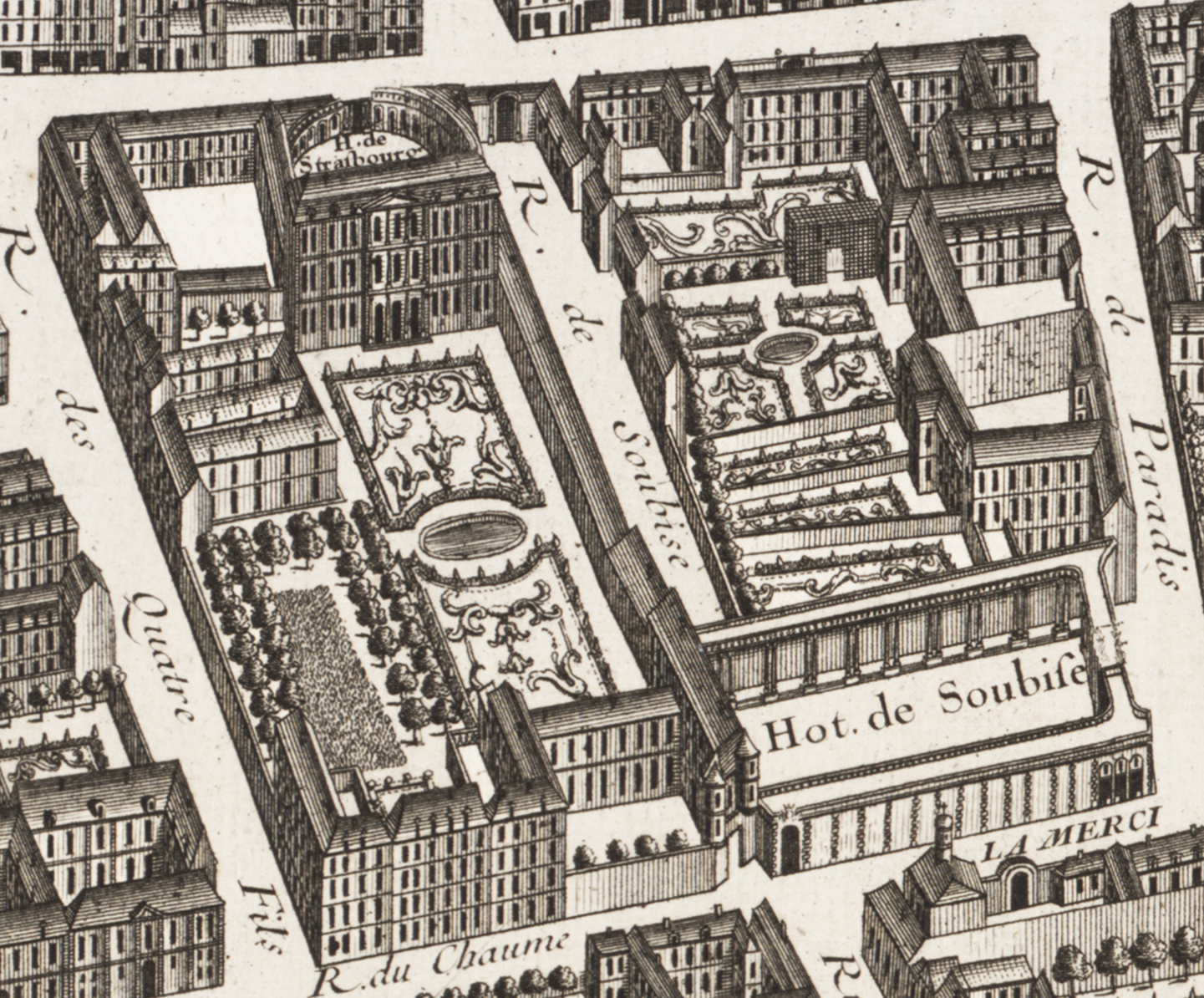
El hôtel de Rohan y el adyacente hôtel de Soubise en el plano de París de Turgot (ca. 1737)

Armando Gastón Maximiliano de Rohan (1674-1749), hijo de la princesa de Soubise y obispo de Estrasburgo desde 1704 (obispado: 1704-1749, y futuro cardenal de Rohan desde 1712), hizo construir a partir de 1705 por el arquitecto Pierre-Alexis Delamair, una mansión en un terreno adyacente al hôtel de Soubise, ocupado por sus padres. Después de la muerte de Armando Gastón en 1749, tres cardenales de Rohan y obispos de Estrasburgo vivieron sucesivamente en este palacio.
Primero, el sobrino de Armand-Gaston de Rohan, quien lo sucedió y tomó el nombre de cardenal de Soubise (1717-1756) (obispado: 1749-1756). Fue él quien hizo acabar el patio de los establos por su arquitecto Saint-Martin. Después le sucederá en 1756, Louis-Constantin de Rohan-Montbazon (1697-1779) (obispado: 1756-1779), antiguo capitán de navío que entró en las órdenes y murió en 1779; y finalmente Louis-René-Édouard de Rohan (1734-1803), el hermano del mariscal de Rohan-Montbazon, que en 1785 se verá comprometido en el asunto del collar de la reina) (obispado: 1779-1801).

### El hôtel de Rohan después de la Revolución

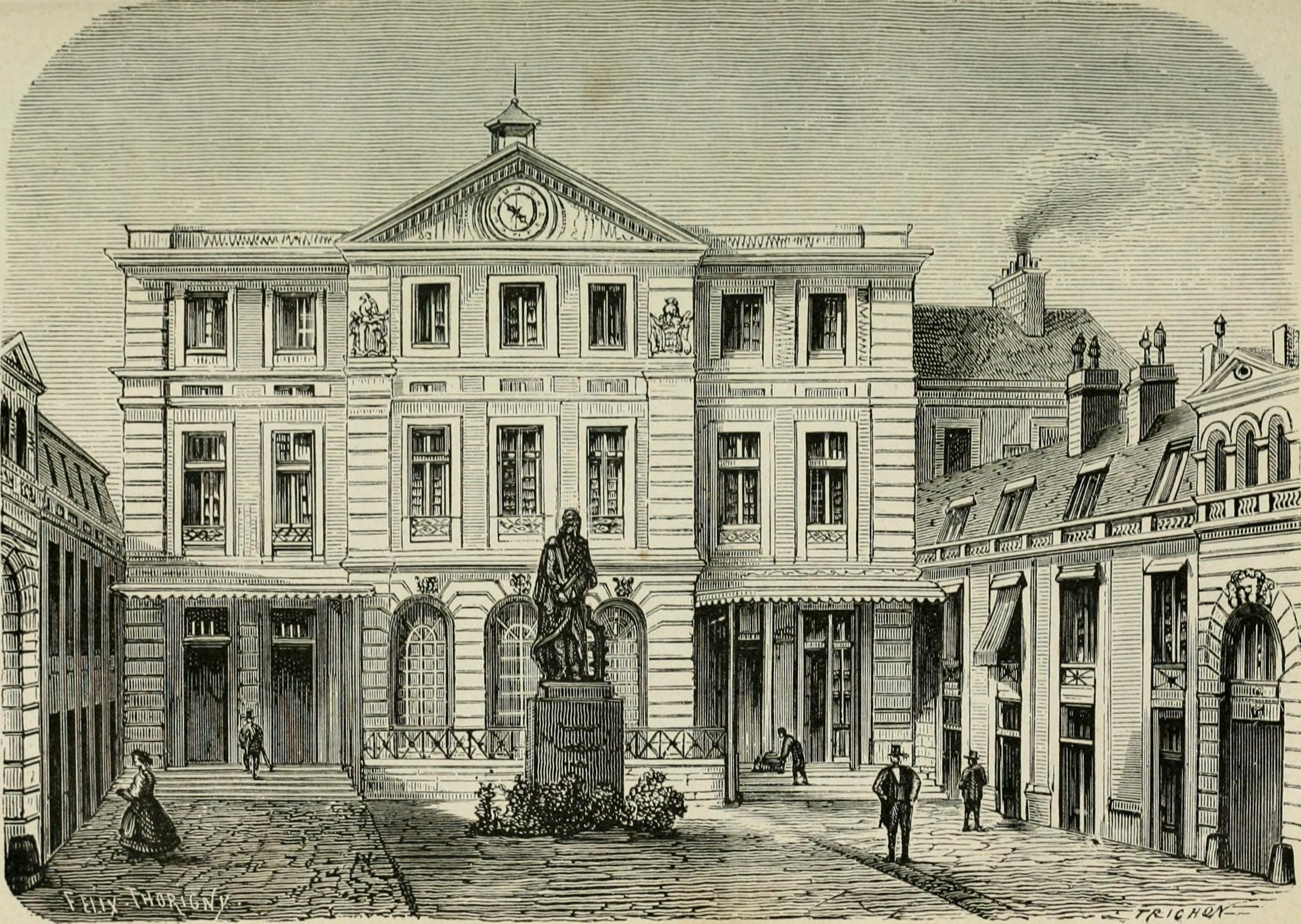
Fachada al patio de honor (grabado recogido en Les merveilles du nouveau Paris (1867), con el título de «Cour d'entrée de l'Imprimerie impériale» (pag. 239)

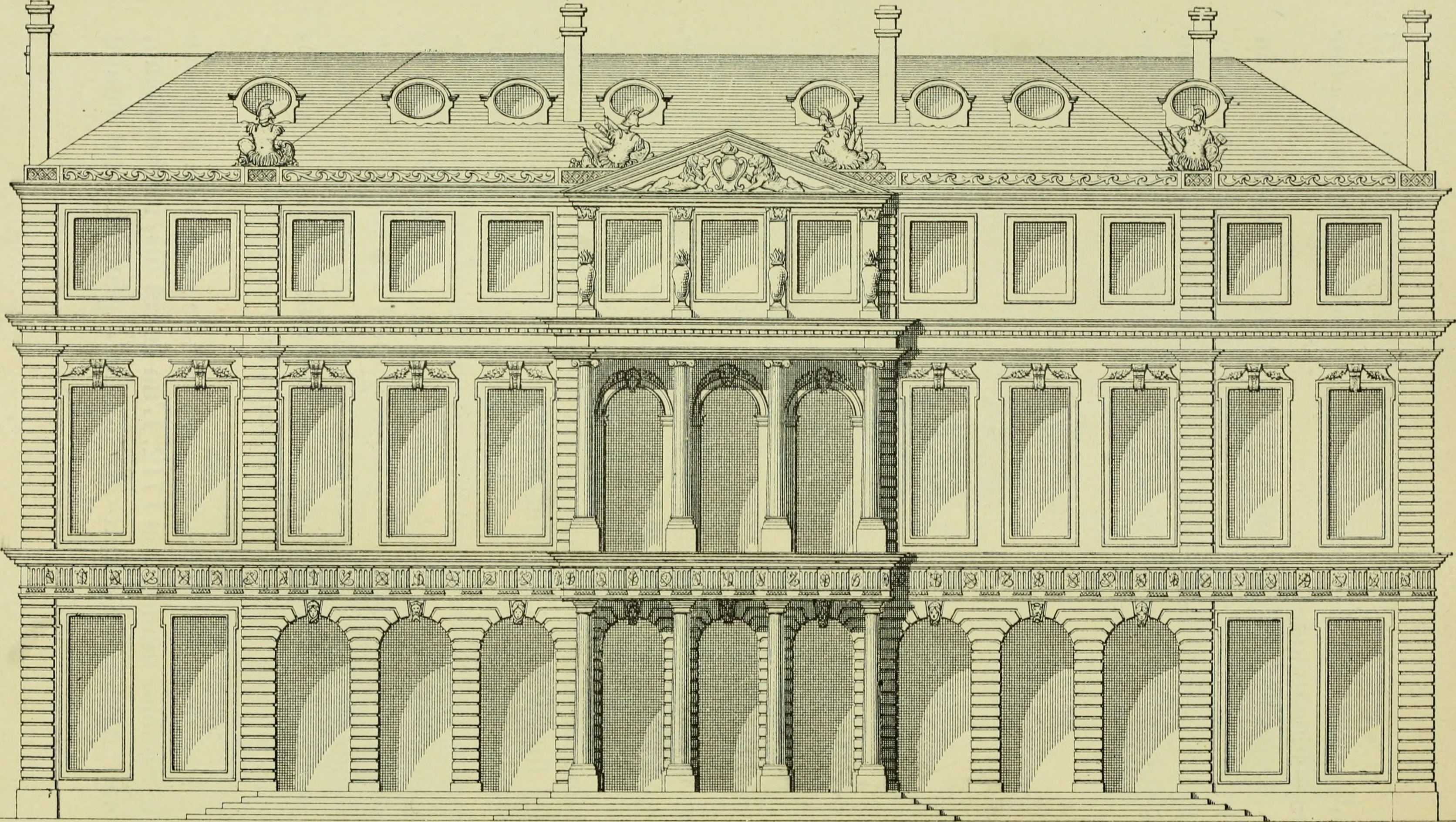
Fachada al jardín recogida en Débuts de l'imprimerie en France : l'Imprimerie nationale, l'Hôtel de Rohan (1905)

Bajo la Revolución, el hôtel de Rohan fue confiscado y los muebles dispersados, incluida la muy rica biblioteca, parte de la cual se encuentra ahora reunida en la Biblioteca del Arsenal. El hotel de Rohan siguió el destino del hotel de Soubise y fue adquirido por Napoleón I en 1808. La imprenta imperial, luego real, luego nacional se trasladó a estas instalaciones en 1809. Constreñido desde el comienzo de su implantación en el cuadrilátero del hôtel de Rohan, en una parcela de 8000 m², la imprenta continuó creciendo en todas las parcelas aún inedificadas, hasta cubrir más de 10 000 m² hacia 1920 y terminó con no tener sitio en sus viejos locales inadecuados.
El hotel de Rohan fue clasificado como monumento histórico por decreto del 27 de noviembre de 1924.
Cuando la Imprimerie nationale dejó el lugar en 1927 para instalarse en los locales construidos para ella en la rue de la Convention, el director de los Archivos, Charles-Victor Langlois, luchó por salvar el conjunto y asignarlo a los Archivos nacionales.

### Los Archivos nacionales en el hôtel de Rohan
El 25 de noviembre de 1926, el Senado adoptó el artículo único que salvó al hôtel de Rohan de la destrucción. La ley fue finalmente promulgada el 4 de enero de 1927. El decreto de afectación a los Archivos nacionales fue firmado el 22 de enero de 1927. En virtud de la ley de 9 de diciembre de 1927 y de la ley de finanzas del 27 de diciembre siguiente, fueron asignados al presupuesto de la administración de Bellas Artes dos créditos de un montante respectivo de 800 000 y 1 millón de francos para permitir emprender la rehabilitación y el acondicionamiento de los edificios del hôtel de Rohan. Aunque la dirección de la Escuela de las cartas había renunciado el 11 de noviembre de 1928 a la propuesta de instalarse en el hôtel de Rohan, se mantuvo en el proyecto de rehabilitación de los edificios examinado por la Comisión de Monumentos Históricos, para conocer la restauración de la obra estructural, la reconstrucción de la pequeña y de la gran escalera y la restauración de los apartamentos del primer piso. Ya en ese momento se descartó reacondicionar la que una vez fue la célebre biblioteca reunida por el cardenal Armando Gastón de Rohan.
La restauración fue llevada a cabo de manera ejemplar por Robert Danis, quien restauró en particular todas las piezas de la gran escalera que la Imprimerie había destruido para organizar oficinas allí. El palacio renovado fue inaugurado el 30 de mayo de 1938 por el mismo presidente de la República, Albert Lebrun.
La importancia de las nuevas superficies obtenidas en el hôtel renovado no dejaron de suscitar la envidia de otros servicios del Estado, como el Ministerio de Hacienda o el de la marina mercante. Pero la proposición de ley sobre los archivos notariales fue un argumento sólido para dar cabida a un servicio nuevo que podría ocupar las instalaciones por completo. Fue el Minutier central de los notarios parisinos que fue instalado en el hôtel de Rohan en 1932. El hôtel fue equipado con estantes en todas las antiguas salas de servicio. En los antiguos establos, alrededor del patio de los «Chevaux du Soleil», se depositaron las actas (minutes) de los notarios de París.
El desmontado en septiembre de 1939 de los principales elementos de la decoración del siglo XVIII del hotel de Rohan  para ponerlos en un lugar seguro, en las cavas del Panthéon, y su reposición en 1946, sin duda permitieron —además de que el edificio no sufriese daños durante la guerra— asegurar su restauración (entre otros, de las decoraciones del «salon des Singes») y su puesto en valor.
Después de la Segunda Guerra Mundial, los sucesivos directores generales de los Archivos de Francia programaron tanto ampliaciones como modificaciones que no dañaron el enclave urbano constituido por los dos hôteles y su jardín central. A petición de Charles Braibant, el arquitecto Ch. Musetti fue llamado para construir un bloque de almacenes a lo largo del jardín, completando el plan inconcluso de los arquitectos de la Monarquía de Julio. Luego construyó entre 1962 y 1968, a petición de André Chamson, dos alas bajas en escuadra que unen el hôtel de Rohan con el hôtel Jaucourt en ese momento recientemente adquirido. Finalmente, fue él quien dotó a los Archivos de los primeros equipamientos técnicos indispensable (taller fotográfico, taller de microfilmado) en la esquina de las calles Vieille-du-Temple y de Quatre-Fils.

## Arquitectura

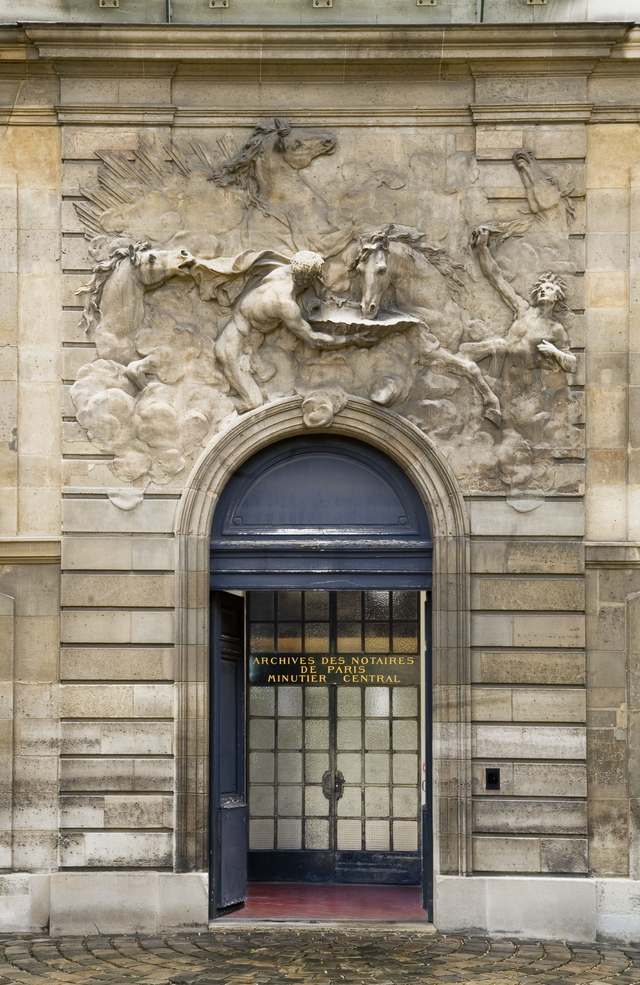
Robert Le Lorrain, Les Chevaux du Soleil

El hôtel de Rohan es uno de los últimos hôtel particulier  realizado en un ya muy construido barrio de Le Marais. Responde al tipo clásico de hôtel particulier de «entre cour et jardin» [entre patio y jardín], en el que el cuerpo principal de edificación se aleja lo más posible de la calle para evitar el bullicio, situándose al fondo de un patio de honor cerrado a la calle por un alto muro en el que se abre un portal principal, una puerta-cochera que permanecía generalmente abierta por el día y permitía que los viandantes viesen el poderío de los dueños del edificio. Los huecos vidriados permitían ver a través del corps de logis el jardín trasero, al que se abría una fachada tratada con igual o más importancia que la del patio. Ese jardín trasero era en este caso compartido con el hôtel de Soubise de sus padres. A ambos lados del patio de honor de entrada se diseñaron dos cuerpos bajos, en los que se dispusieron las dependencias comunes; en el ala derecha, un paso permitía acceder a un patio para los establos. 
Después de algunas dudas, el arquitecto Pierre Alexis Delamair eligió una esquema muy clásico para la fachada que daba al jardín, de trece huecos verticales y tres plantas: la baja y dos plantas de piso, con una cubierta abuardillada retirada. Optó por la solución más majestuosa, con un único antecuerpo de columnas, con un ancho de tres vanos de arcos de medio punto. La escultura decorativa fue confiada a los mismos ornamentistas que trabajaron en el hôtel de Soubise. En el lado del patio principal, el edificio tiene una fachada más estrecha y más sobria.
Poco a poco, el cardenal realizó sus deseos, que eran tener grandes espacios para sus establos —tenía más de una cincuentena de boxes—, sus cocheras para carruajes y las dependencias para sus sirvientes. Se adquirirán y se arrasarán algunas casas (1714-1736) para permitir la construcción de un gran patio de cuadras de planta cuadrada, dtambién iseñado por Delamair, y luego de un segundo pequeño patio con portal que abre a la rue des Quatre-Fils.
Para la puerta principal de los establos, perforada entre dos abrevaderos, el arquitecto propuso un motivo monumental según la estética versallesca: un gran altorrelieve del escultor Robert Le Lorrain  sutilmente integrado en las líneas de la construcción y que representa a los servidores de Apolo refrescando a los caballos del carro del sol después de una ardiente carrera. Esta obra maestra parece un poco más tardía que las primeras obras del palacio (está fechada entre 1731 y 1738).
Tras consejo de la Comisión de Monumentos Históricos, el 27 de noviembre de 1924, se clasificaron las fachadas del edificio principal. También se clasificaron, el gran vestíbulo de la planta baja del cuerpo principal, el gran salón del primer piso, vecino del gabinete de los monos (ya clasificado desde 1900), la bóveda de la gran escalera destruida, la escalera de la izquierda con barandilla con las armas familiares hasta el segundo piso.

Vistas exteriores
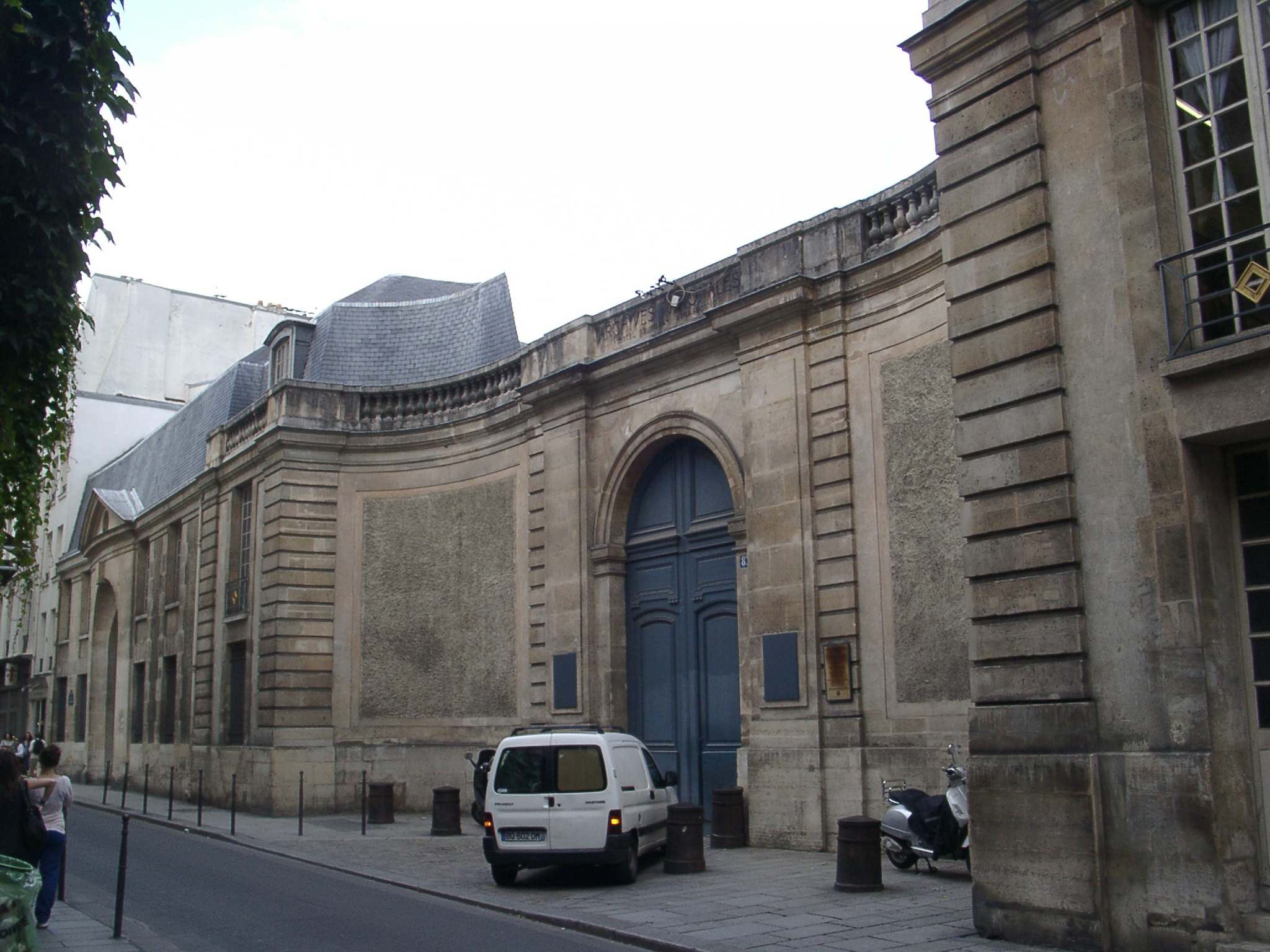
Entrada con descanso de carruajes en la rue Vieille du Temple
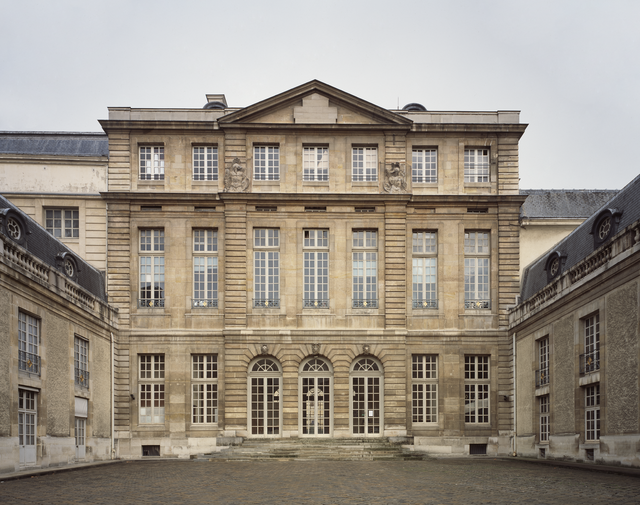
Fachada del patio de honor
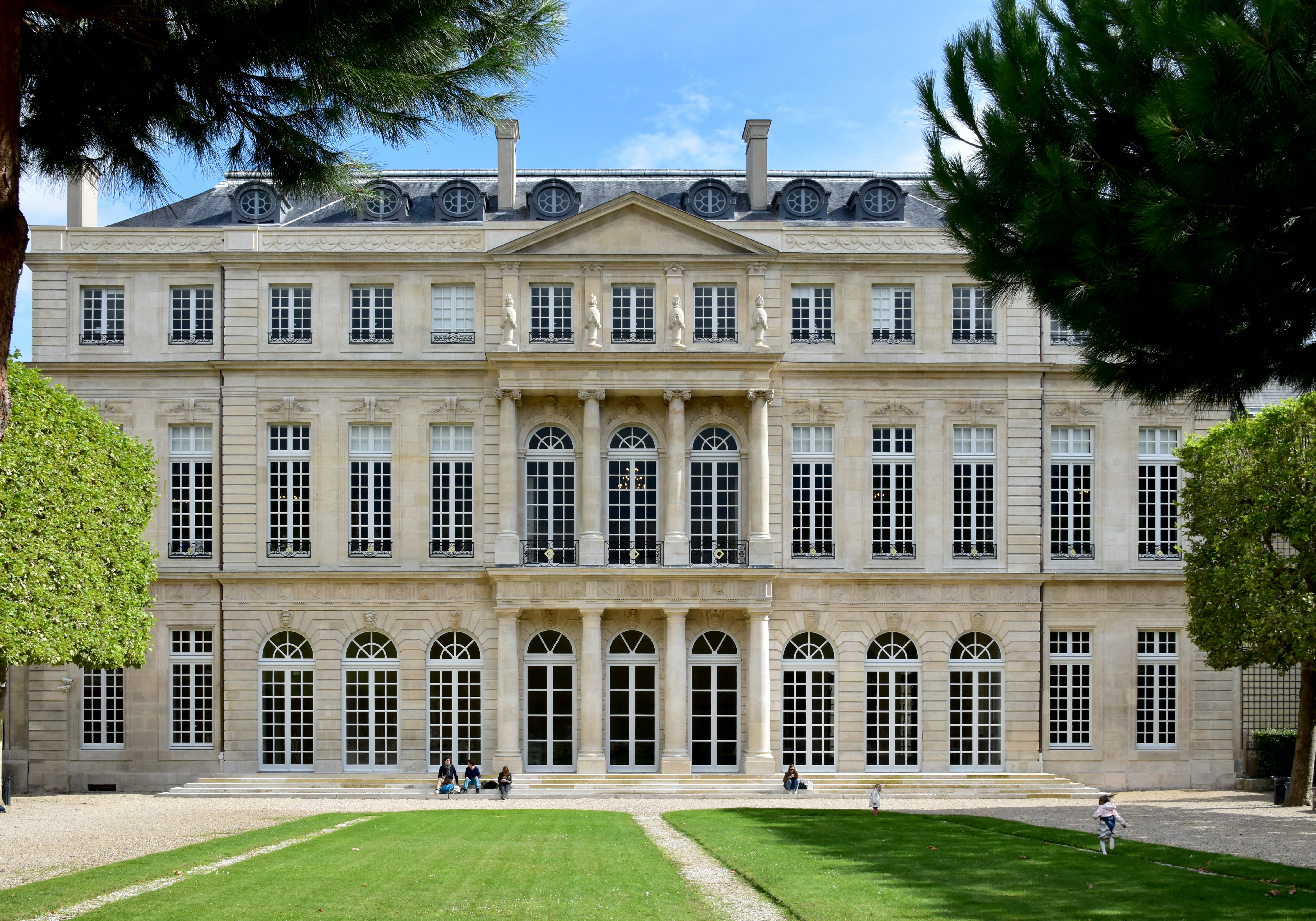
Fachada al jardín
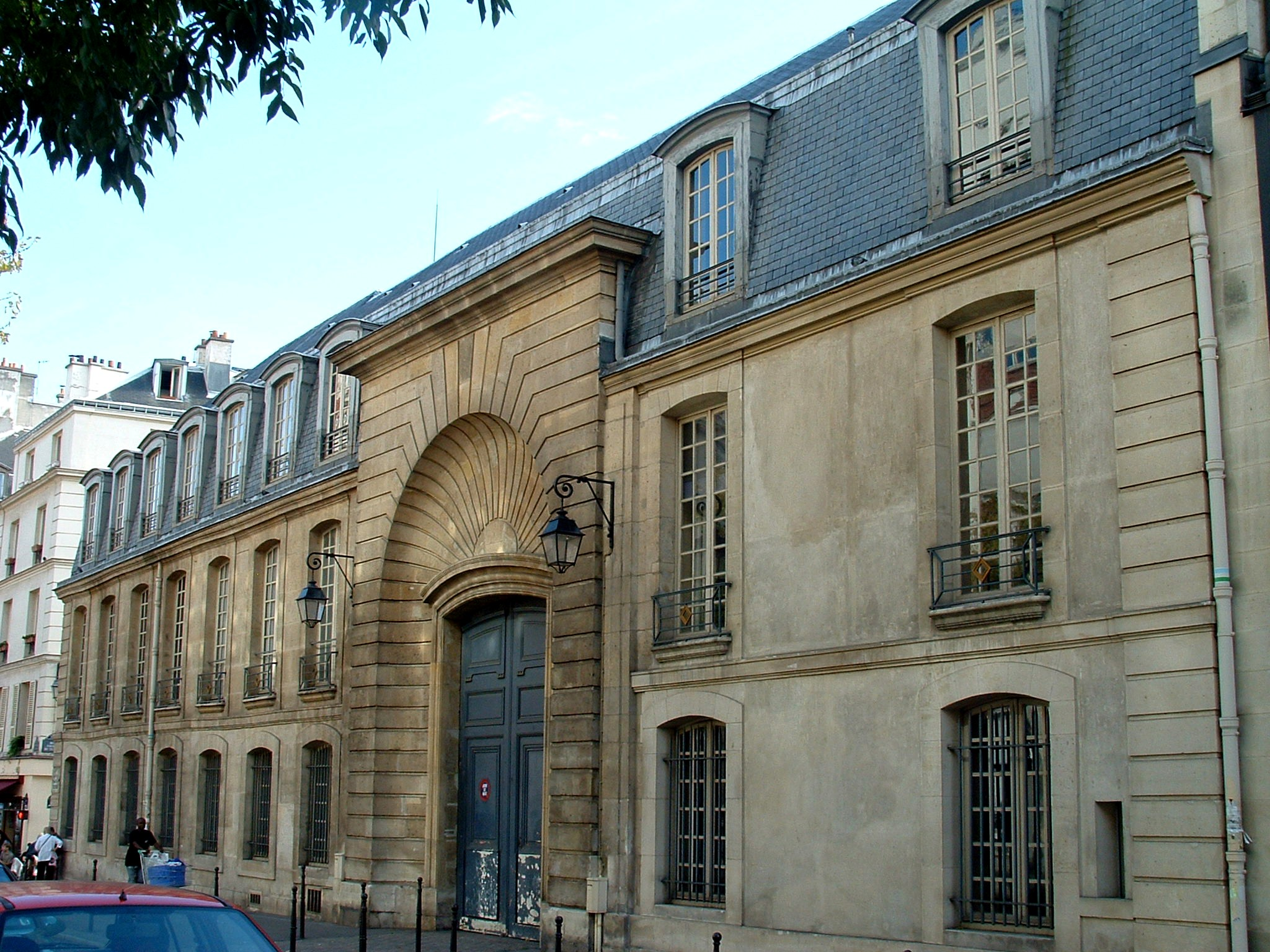
Entrada al patio de los establos, por la rue des Quatre-Fils

## Decoración
El segundo cardenal de Soubise fue quien emprendió la decoración de los appartaments del palacio de los Rohan tal y como hoy se conocen. Estos trabajos fueron ejecutados entre 1749 y 1752 bajo la dirección de  Pierre-Henri de Saint-Martin, su arquitecto habitual. La planta baja no ha conservado nada de su antigua decoración. El gran vestíbulo tiene forma de óvalo alargado y sirve a la vez a un salón cuadrado  con vistas al jardín en la parte inferior, a una escalera de servicio antigua, a la izquierda, y a la majestuosa escalera renovada, a la derecha.

### Salones del primer piso
Los grandes  appartaments  del primer piso comprenden una gran antecámara de cinco ventanas, anteriormente decoradas con once retratos. Esta pieza no conserva nada de su decoración antigua, como la sala siguiente. Sin embargo, en la época moderna, en estas dos piezas se dispusieron diez tapices de Aubusson con temas chinos (caza, pesca, campesinado) tejidos a partir de cartones de  Boucher.
La sala siguiente que servía de comedor estaba decorado con pinturas en grisalla de Brunetti , similares a las de las escaleras del palacio de Soubise, de las que nada se ha conservado. Luego se ingresa en la sala de la compañía o salón de música cuya decoración data del segundo cardenal (1750-1751). Solo algunas boiseries talladas blancas y doradas se han conservado. A través de una puerta  al fondo de la sala  de compañía, se entra en el pequeño  appartament , de techos más bajos e iluminado por el patio. Comprende un guardarropa y una pequeña antecámara, que se comunica con la escalera de servicio, ambas reemplazadas hoy por una pieza cuadrada que da acceso al dormitorio del cardenal. Esta pieza está adornada con un hermoso espejo de chimenea y un parteluz entre las ventanas. Las puertas son antiguas y dos pinturas de Boucher, entregadas al Louvre en 1911, estaban sobre la puerta. Al lado de la cámara, un gabinete y una cortadora de papel, servidas por un corredor y una escalera secreta que aún existe, constituyen hoy una única pieza donde se disponen boiseries  verdes y doradas de las fábulas de Esopo procedentes de los pequeños apartamentos del palacio de Soubise.
La enfilada del lado del jardín termina con el famoso «cabinet des singes» [gabinete de los monos], también decorado en 1749-1750. Perdió su chimenea, reemplazada hoy por una vieja chimenea proveniente de demoliciones parisinas. Sus magníficos paneles de lambris, incluida la puerta de entrada, fueron pintados por el gran artista ornamental Christophe Huet. Hay escenas campestres en las que se divierten chinas y chinos de convención, que juegan a juegos muy occidentales (la Candela o el Colin-maillard, por ejemplo). El resto de la decoración está hecha de follaje florido donde juegan aves, insectos y monos, los que dieron su nombre a esta obra maestra de decoración bajo Luis XV. 

### Salones de la planta baja
Nada se ha conservado de la decoración inicial del hôtel realizada en la década de 1750.
Un acuerdo entre el Ministerio de Cultura, el Banco de Francia y el World Monuments Fund,  firmado el 12 de julio de 2011, tenía previsto volver a instalar las decoraciones de la Cancillería de Orleans  después de su restauración
Estas decoraciones harán del hôtel de Rohan un patrimonio notable y un conjunto histórico que muestra, junto con el hôtel de Soubise adyacente, el arte de vivir en el siglo XVIII de la aristocracia parisina. El hô debe estar abierto al público para permitir las visitas a estos salones.

Vistas interiores
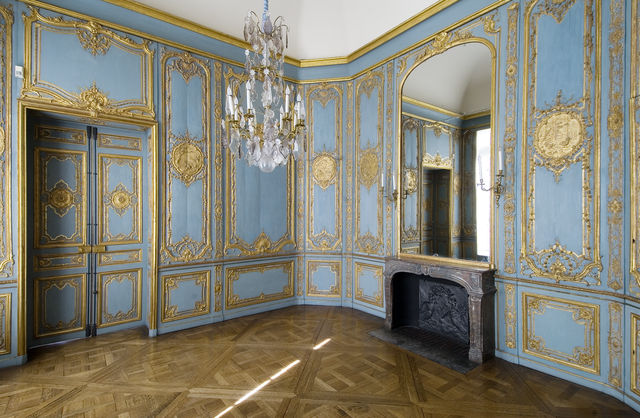
Gabinete de las Fábulas
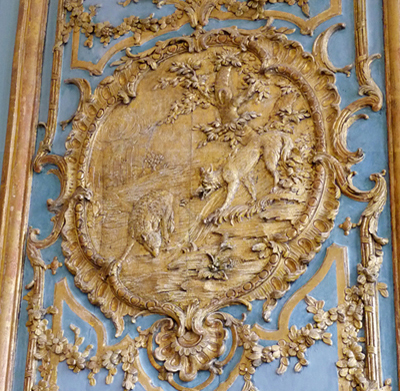
Gabinete de las Fábulas. Detalle de las boiseries, "Le loup et l'agneau", en los  appartaments  de los hijos del príncipe
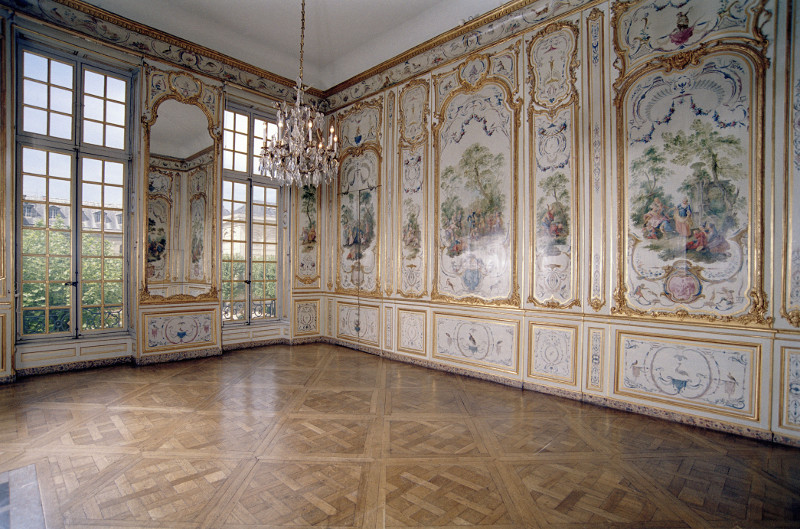
Gabinete de los monos
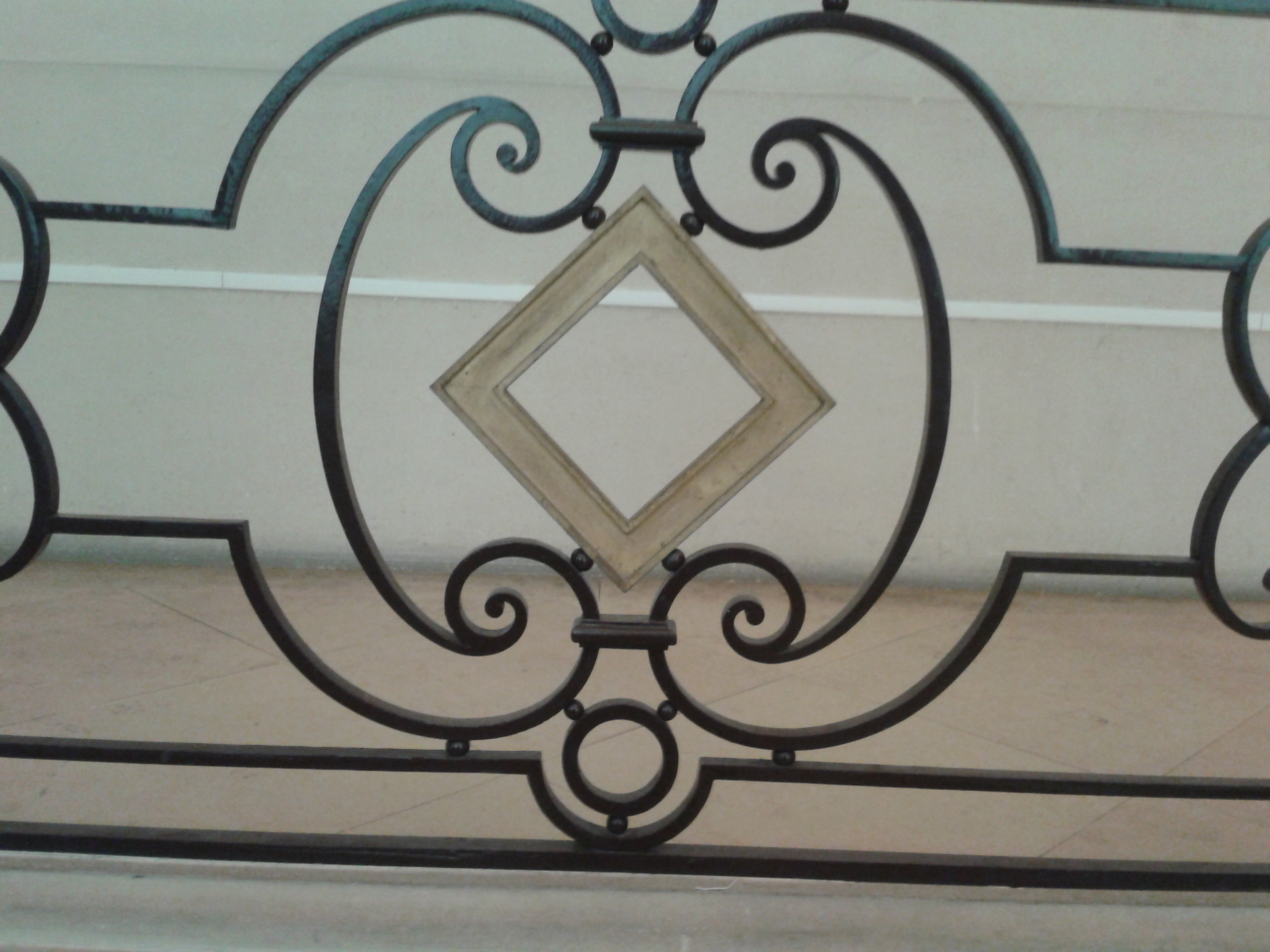
Balaustrada de la escalera de honor con una macla (mueble heráldico que figura en las armas de los Rohan).

## Utilización en la ficción
- 1983: Papy fait de la résistance, de Jean-Marie Poiré